# Parvilux
Parvilux es un género de peces de la familia Myctophidae.

## Descripción
El género cuenta con dos especies marinas pelágicas: P. ingens y P. boschmai. En el caso de P. ingens, cuenta con 14-17 radios blandos dorsales; 15-18 radios blandos anales y 35-38 vértebras. De manera general, cuentan con cuerpos alargados y delgados, relativamente comprimidos. Es un género de peces flácidos; con el pedúnculo caudal moderadamente profundo. Ambas especies superan los 12 cm de longitud (4,72 pulgadas) pudiendo alcanzar un tamaño de 20 cm (7,87 pulgadas).

## Distribución
Ambas se distribuyen por el Pacífico oriental. P. ingens desde Oregón hasta el sur de California, en los Estados Unidos. También reportada en México. Se sabe que pueden sumergirse hasta los 500 m de profundidad, en la zona mesopelágica.